# Rashod Hill
Rashod Demontary Hill (* 12. Januar 1992 in Jacksonville, Florida) ist ein ehemaliger US-amerikanischer American-Football-Spieler auf der Position des Offensive Tackles. Er stand zuletzt für die Washington Commanders in der National Football League (NFL) unter Vertrag.

## Frühe Jahre
Hill ging in seiner Geburtsstadt Jacksonville, Florida, auf die Highschool. Später besuchte er die University of Southern Mississippi (2011–2015).

## NFL

### Jacksonville Jaguars
Nachdem Hill im NFL-Draft 2016 nicht ausgewählt worden war, nahmen ihn die Jacksonville Jaguars am 1. Mai 2016 unter Vertrag. Nachdem er in der Pre-Season für die Jaguars aufgelaufen war, wurde er vor der Saison in den Practice Squad verschoben. Am dritten Spieltag wurde er in den 53-Mann-Kader der Jacksonville Jaguars berufen. Er absolvierte jedoch kein Spiel für die Jaguars und wurde im Laufe der Saison wieder zurück in den Practice Squad verschoben.

### Minnesota Vikings
Am 15. November 2016 unterschrieb Hill einen Vertrag bei den Minnesota Vikings. Am letzten Spieltag der Saison, gegen die Chicago Bears nahm er den Platz von T. J. Clemmings auf der Position des linken Tackles ein, da sich dieser früh im Spiel verletzte.
Am 13. Spieltag der Saison 2017 wurde er das erste Mal als Starter aufgestellt, nachdem sich der eigentliche Starter auf der Position des rechten Tackles der Vikings Mike Remmers verletzt hatte.
Auch in der darauffolgenden Saison wurde Hill als Starter auf der Position des rechten Tackles eingesetzt. Nachdem sich der linke Tackle Riley Reiff verletzt hatte, wurde er auf dieser Position eingesetzt. Auf der Position des rechten Tackle wurde von nun an der Rookie Brian O’Neill eingesetzt. Nachdem Riley Reiff sich von seiner Verletzung erholt hatte, sah er sich als Backup wieder, da O’Neill ansprechende Leistungen gezeigt hatte.
Seitdem spielte er regelmäßig als Backup für die Vikings.

### Washington Commanders
Am 30. Juli 2022 nahmen die Washington Commanders Hill unter Vertrag, entließen ihn aber bereits am 23. August wieder.